# Alsea
L’alsea est une langue amérindienne de la famille des langues alséanes parlée aux États-Unis, le long de la côte de l'Oregon. La langue est éteinte depuis le milieu du XXe siècle.

## Classification
Edward Sapir a inclus les langues alséanes dans son hypothèse des langues pénutiennes, au sein du sous-groupe des langues pénutiennes de la côte de l'Oregon. L'idée que l'alséa est apparenté aux langues siuslawanes et aux langues coos est ancienne et était déjà défendue par Frachtenberg (1913) et Jacobs (1939).
La langue comprenait deux dialectes peu différenciés, l'alsea et le yaquina, ce dernier étant pauvrement attesté.

## Histoire et connaissance de langue
Bien qu'éteint depuis le XXe siècle, l'alsea est assez largement documenté. Les plus anciens vocabulaires sont recueillis par Horatio Hale en 1846 et John P. Milhau en 1856. En 1875, les Alsea et les Yaquina sont déportés par le gouvernement américain dans la réserve de Siletz, provoquant le déclin irrémédiable de l'usage de la langue. En 1884, James Owen Dorsey, surtout connu pour ses travaux sur les langues dhegiha, étudie à Siletz les deux dialectes. En 1906, Edward Sapir recueille des données sur la langue, mais dans un temps très court. Ce sont surtout Leo J. Frachtenberg, en 1910 et 1913, et Melville Jacobs, en 1935, qui recueillent un matériel extensif dans la langue. En 1941, John Peabody Harrington est à Siletz, et qui en plus de travailler sur la langue, fait réaliser par son assistant soixante-six enregistrements sur disque en aluminium de John Albert, un des derniers locuteurs de la langue.

## Phonologie

### Voyelles
L'alsea n'a que trois voyelles de base mais qui peuvent être longues, nasalisées et longues nasalisées :
- brèves :  a [a], i [i], u [u]
- longues : a· [aː], i· [iː], u· [uː]
- nasalisées : ą [ã], į [ĩ], ų [ũ]
- nasalisées longues : ą· [ãː], į· [ĩː], ų· [ũː]

### Consonnes
Le tableau comprend les phonèmes consonantiques de l'alsea, tels qu'ils sont analysés par  E. Buckley
|               |               | Bilabiale | Dentale  | Latérale | Palatale | Vélaire   | Uvulaire  | Glottale |
| ------------- | ------------- | --------- | -------- | -------- | -------- | --------- | --------- | -------- |
| Occlusives    | Sourdes       | p [p]     | t [t]    |          | k̯ [kʲ]   | k [k]     | q [q]     | ʔ [ʔ]    |
| Occlusives    | Glottalisées  | pʼ[pʼ]    | tʼ[tʼ]   |          | k̯’ [kʼʲ] | kʼ [kʼ]   | qʼ [qʼ]   |          |
| Occlusives    | Labialisées   |           |          |          |          | kʷ [kʷ]   | qʷ [qʷ]   |          |
| Occlusives    | Glottalisées  |           |          |          |          | kʼʷ [kʼʷ] | qʼʷ [qʼʷ] |          |
| Fricatives    | Sourdes       |           | s [s]    | ɬ [ɬ]    | x̯ [ç]    | x [ x]    | x̣ [χ]     | h [h]    |
| Fricatives    | Labialisiées  |           |          |          |          | xʷ [ xʷ]  | x̣ʷ [χʷ]   |          |
| Affriquées    | Sourdes       |           | c [t͡s]   |          |          |           |           |          |
| Affriquées    | Glottales     |           | cʼ [t͡sʼ] | ƛ’ [t͡ɬʼ] |          |           |           |          |
| Nasales       | Simples       | m [m]     | n [n]    |          |          |           |           |          |
| Nasales       | Glottales     | mʼ [mʼ]   | n’ [nʼ]  |          |          |           |           |          |
| Liquides      | Simples       |           |          | l [l]    |          |           |           |          |
| Liquides      | Glottales     |           |          | l’ [lʼ]  |          |           |           |          |
| Semi-voyelles | Semi-voyelles | w [w]     |          |          | y [ j]   |           |           |          |